# Trox
TROX GmbH er en tysk virksomhed indenfor fremstilling, udvikling og markedsføring af udluftnings- og klimasystemer. Virksomheden blev etableret i 1951 i Neukirchen-Vluyn, Nordrhein-Westfalen. De har ca. 4.400 ansatte og omsætter for 515 mio. euro.